# Oryzolejeunea antillana
Oryzolejeunea antillana là một loài Rêu trong họ Lejeuneaceae. Loài này được (R.M. Schust.) R.M. Schust. mô tả khoa học đầu tiên năm 1992.